# Karaskepoh
Karaskepoh is een bestuurslaag in het regentschap Rembang van de provincie Midden-Java, Indonesië. Karaskepoh telt 726 inwoners (volkstelling 2010).